# Canadian Labour Congress
Het Canadian Labour Congress (CLC), in het Frans Congrès du travail du Canada (CTC), in het Nederlands Canadese Arbeidscongres is een Canadese vakbond.

## Historiek
De CLC ontstond uit de fusie van de Canadian Congress of Labour (CCL) en de Trades and Labour Congress of Canada (TLC). Het stichtingscongres van deze vakbond vond plaats op 23 april 1956 te Toronto.

## Structuur

### Bestuur
| Tijdspanne   | Voorzitter       |
| ------------ | ---------------- |
| 1956 - 1968  | Claude Jodoin    |
| 1968 - 1974  | Donald MacDonald |
| 1974 - 1978  | Joe Morris       |
| 1978 - 1986  | Dennis McDermott |
| 1986 - 1992  | Shirley Carr     |
| 1992 - 1999  | Bob White        |
| 1999 - 2014  | Ken Georgetti    |
| 2014 - heden | Hassan Yussuff   |